# Episauris decorata
Episauris decorata är en fjärilsart som beskrevs av Rudolf Pinker 1963. Episauris decorata ingår i släktet Episauris och familjen mätare. Inga underarter finns listade i Catalogue of Life.